# Vita Christi
Vita Christi és l'obra fonamental en valencià de la religiosa i escriptora del segle xv sor Isabel de Villena, a la qual narra la vida de Crist a partir de personatges femenins que compartien la seva vida. Es considera la primera obra literària valenciana protofeminista i va ser editada per primer cop per Aldonça de Montsoriu, l'abadessa que la va succeir, el 1497. Va tenir més èxit editorial que el Tirant lo Blanc.
Posteriorment, el llibre fou publicat per Lope de Roca a València, seguit per edicions posteriors a la mateixa ciutat el 1513 i a Barcelona el 1527, adornades amb xilografies. Destaca l'ampli repertori de registres lingüístics del valencià.

## Contingut de l'obra
Com avança el títol llatí (que es pot traduir per 'Vida de Crist') es tracta d'una narració en valencià sobre la vida de Jesucrist, un gènere en auge a la seva època; no obstant això, Isabel de Villena no fa una biografia en sentit estricte, ja que mostra fonamentalment la relació de Jesús amb les dones des d'una perspectiva quasi feminista i molt avançada per a la seua època.
S'ha considerat el Vita Christi com una reacció a la publicació, uns anys abans, de l'obra, suposadament misògina, l'Espill per part de Jaume Roig. Cal assenyalar que els dos autors es coneixien, ja que Jaume Roig fou benefactor de l'hospital d'En Clapers, on Isabel era abadessa.